# Marie Balian

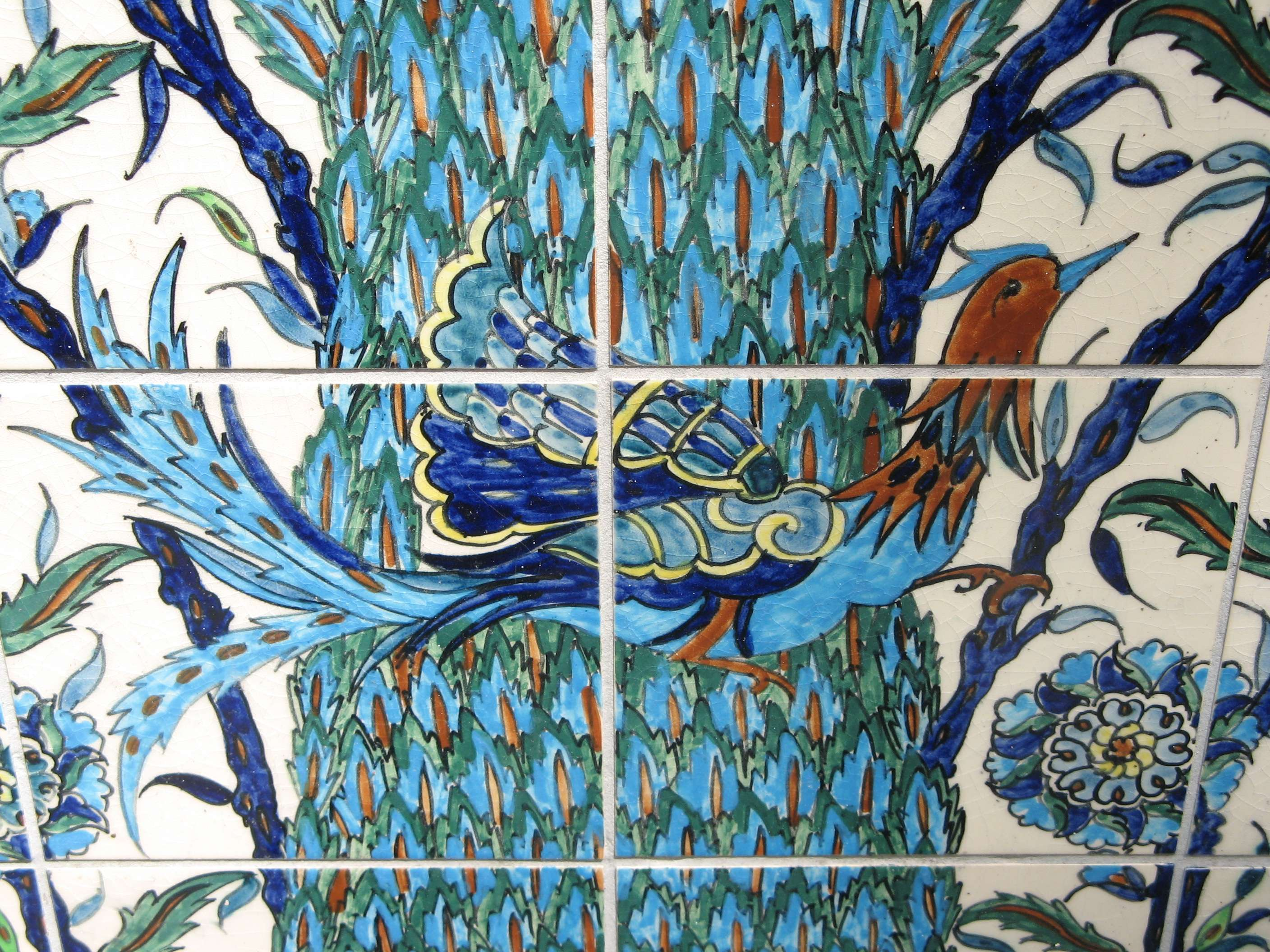
Tegeltableau (detail) van Marie Balian in de Perzische Tuin, Wassenaar

Marie Balian (Armeens: Մարի Պալյան) (Marseille, 25 januari 1925 - Oost-Jeruzalem, 13 december 2017), geboren Alexanian (ook wel Aleksanjan), was een Armeens-Franse keramist en schilder. Zij woonde en werkte voornamelijk in Israël. Zij is bekend om haar tegeltableaus die het paradijs, tuinen, dieren en planten afbeelden. Zij werkte samen met haar man Setrak Balian, die ook keramist was, en decoreerde door hem ontworpen schalen, amfora's en ander aardewerk.

## Biografie
Marie Alexanians Armeense familie vluchtte in 1917 uit Turkije; zij werd geboren en groeide op in Frankrijk. Zij studeerde aan de École nationale supérieure des Beaux-Arts in Lyon. Zij trouwde met haar verre neef Setrak Balian, die ook keramist was, en vestigde zich met hem in Jeruzalem.
Enkele jaren na hun huwelijk werd Marie Balian de belangrijkste ontwerper en schilder van het atelier van de familie Balian in Jeruzalem. Zij introduceerde nieuwe elementen in het traditionele beeldrepertoire waarbij ze onder andere beelden gebruikte die voorkwamen in mozaïeken die bij archeologische opgravingen waren ontdekt. Zij werd in het bijzonder geïnspireerd door een mozaïek van een fruitboom en gazelles in het Paleis van Hisham bij Jericho. Zij gebruikte ook beeldelementen uit Armeense manuscripten en christelijke symboliek. Vaak terugkerende elementen in haar werk zijn vogels, vissen, herten en gazelles, bijbelse figuren en bomen. Hoewel zij geen moslim is, lijkt haar werk op islamitische schilderkunst.
In opdracht van de toenmalige burgemeester van Jeruzalem, Teddy Kollek, maakte ze een aantal tegeltableaus in West-Jeruzalem, waaronder een werk in de residentie van de president van Israël. Een groot werk in Jeruzalem is het tableau Een glimp van het paradijs uit 2004, dat zij aan de stad schonk. Het heeft een omvang van vier bij zes meter, bestaat uit duizend tegels en bevindt zich in de publieke ruimte.
In 1992 organiseerde het Smithsonian Institute in Washington een tentoonstelling van haar werk die haar internationale bekendheid gaf. De Israëlische regisseur Yael Katzir maakte een documentaire over Marie Balian. 

Aardewerk van Marie en Setrak Balian bevindt zich in de collectie van het Victoria and Albert Museum in Londen.  In Nederland was haar werk onderdeel van de Perzische Tuin in Wassenaar.

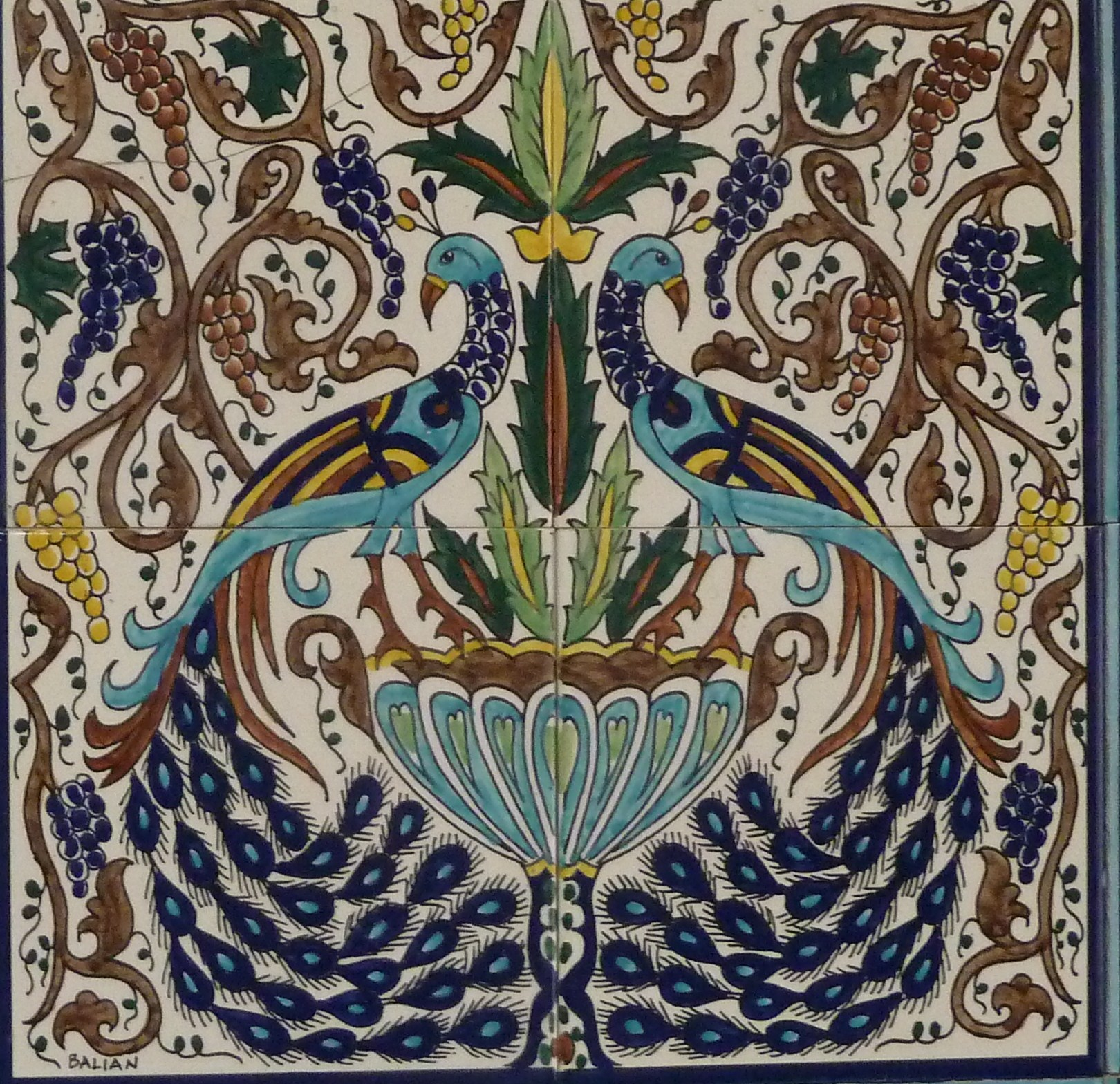
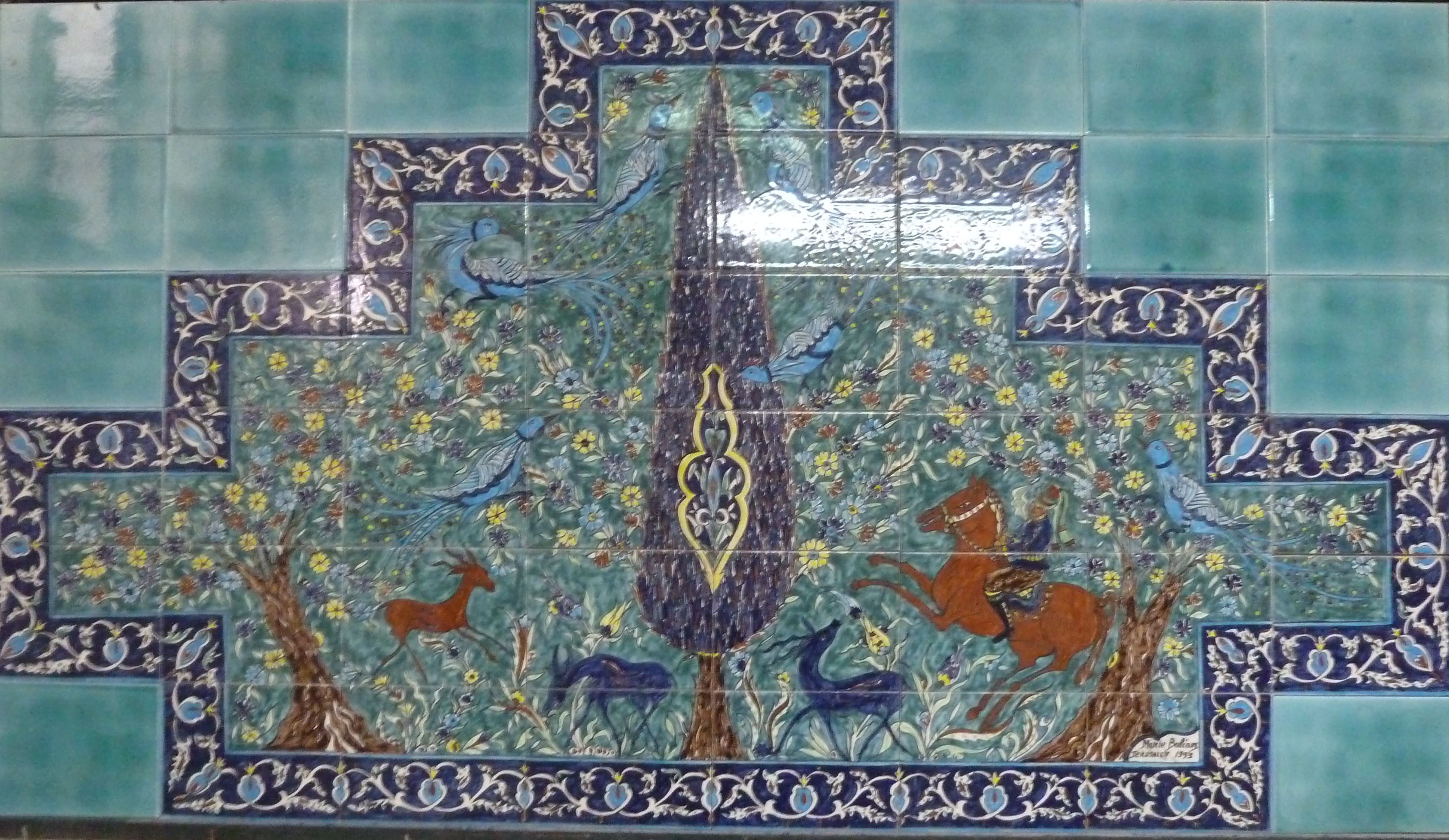
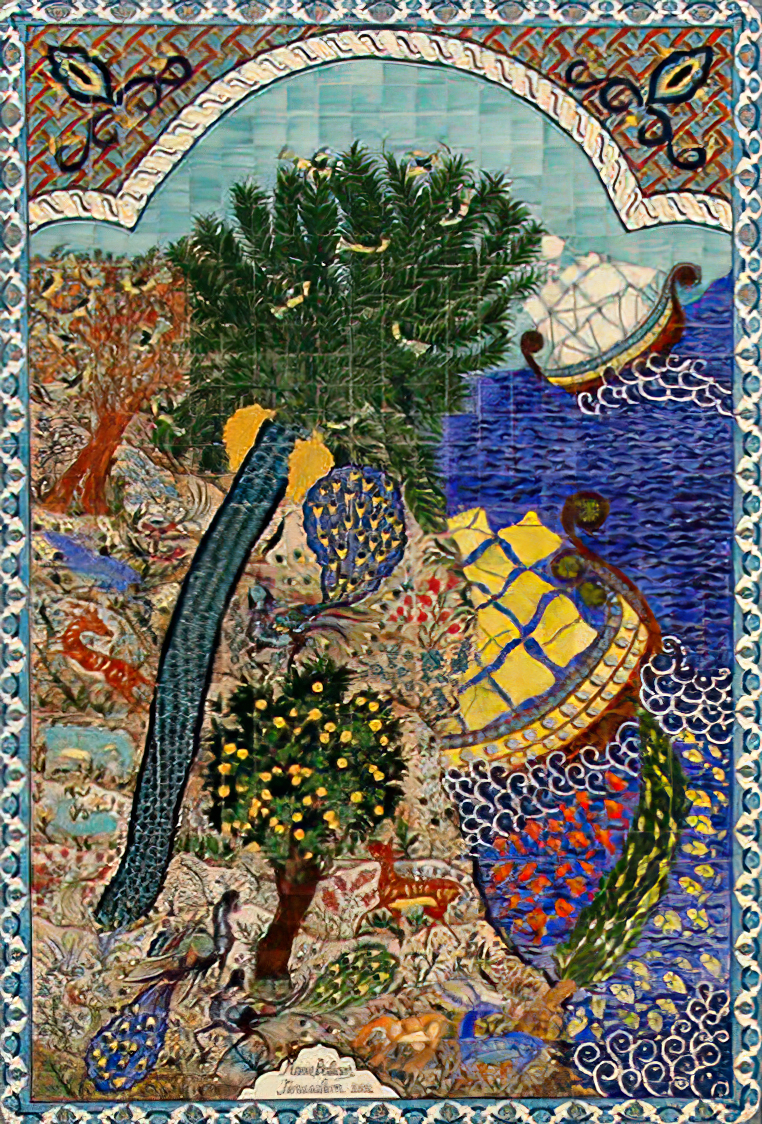
Een glimp van het Paradijs, tegeltableau in Jeruzalem
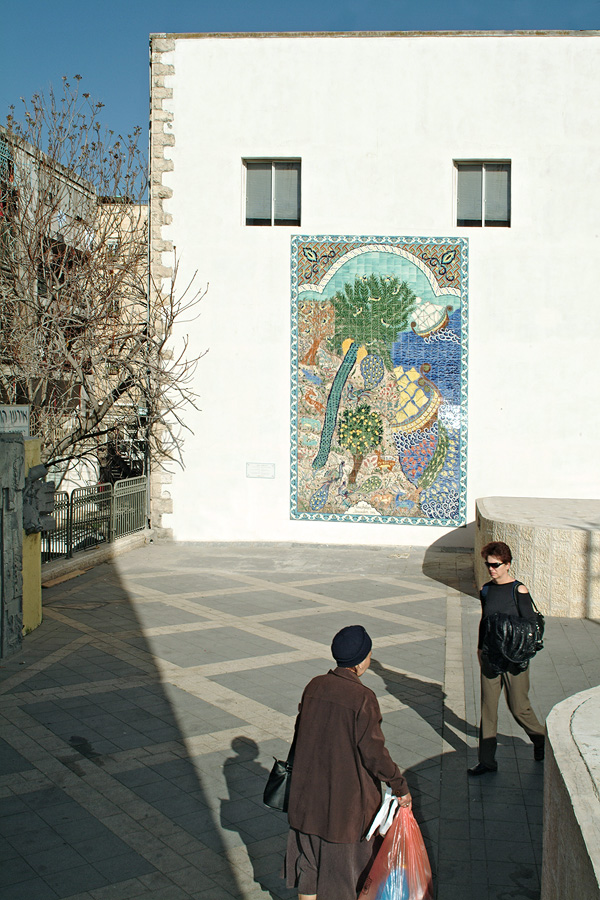
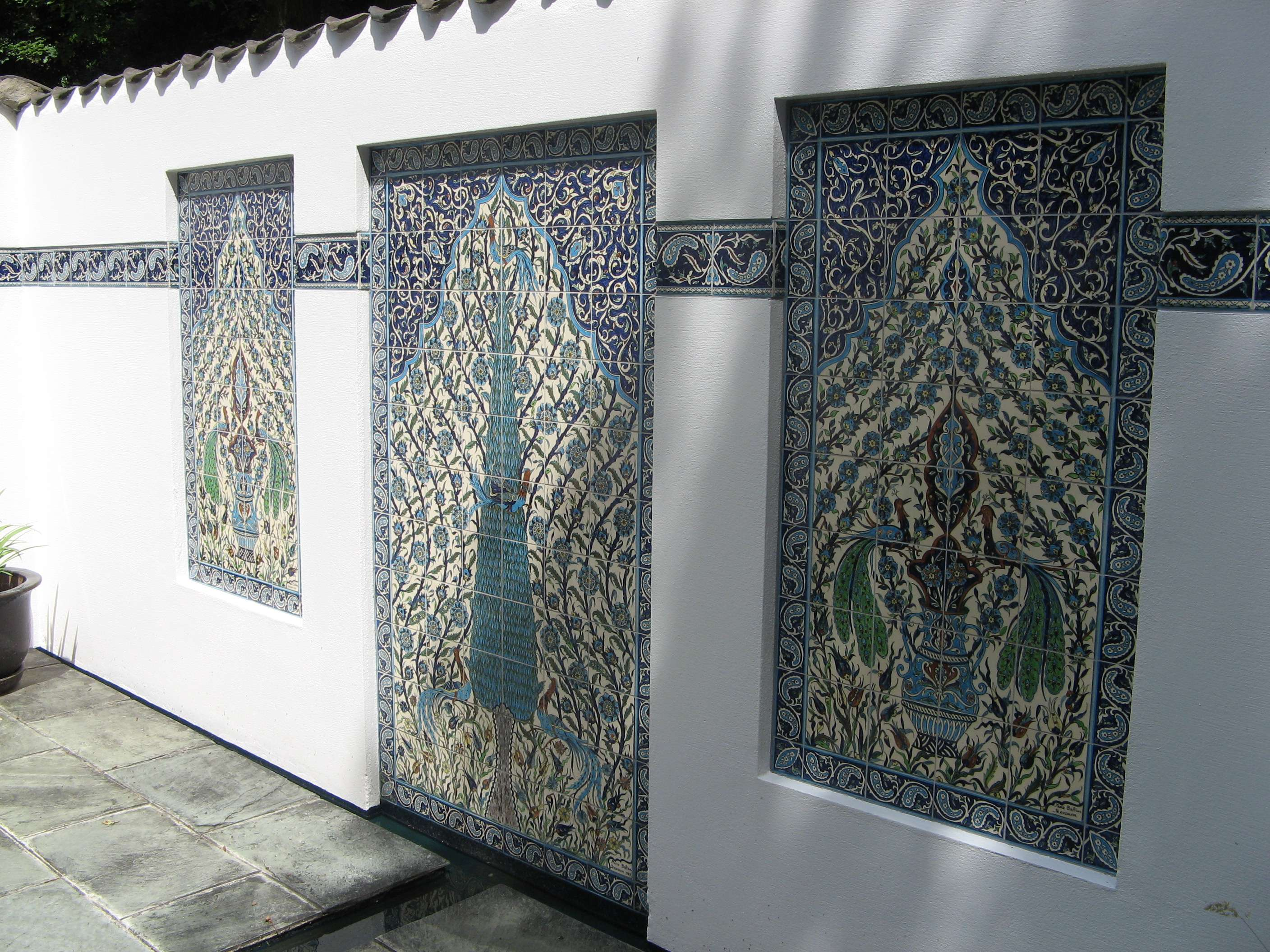
Perzische Tuin, Wassenaar